# Feed the Beast (série de televisão)
Feed the Beast  é uma série de televisão criminal e dramática americana baseada na série dinamarquesa Bankerot por Kim Fupz Aakeson e adaptado por Clyde Phillips para a AMC, protagonizado por David Schwimmer e Jim Sturgess. A série estreou em 5 de junho de 2016, na AMC.

## Enredo
Dois melhores amigos, abrem um restaurante dos seus sonhos juntos, mas um brilhante chefe está tendo problemas com a Máfia e a lei.

## Elenco
- David Schwimmer como Thomas "Tommy" Moran,[2] um ex-sommelier alcoólatra, que está criando seu filho de dez anos de idade, TJ, após a morte trágica de sua esposa, Rie. Seu sonho de abrir um restaurante no Bronx, com seu velho amigo Dion, acende nele um fogo que estava ausente desde a sua perda.
- Jim Sturgess como Dion Patras,[2] fresco, fora da prisão e em dívida para com o polonês Mob, é inspirado a abrir o seu restaurante de sonho com o seu amigo de infância Tommy. Um chefe estrela do Rock, Dion desempenha um papel central em ambos os Tommy e do TJ vida, todo o tempo tentando escapar de seus próprios demônios internos e manter o curso em sua busca para ser o melhor chefe em Nova York.
- Lorenza Izzo como Pilar Herrera,[3] uma mulher peculiar e única que encontra Tommy em uma dor de grupo, desesperadamente à procura de um amor verdadeiro. Sua busca por amor, inadvertidamente, atraiu homens que capitalizar em sua ingenuidade. Mas quando ela conhece Tommy, suas esperanças são restaurados.
- John Doman como Aidan Moran, Tommy pai, um astuto e implacável homem de negócios e sem remorso racista. Ele é um provocador e orgulho Irlandês-Americano e um self-made man com um self-made code de ética empresarial, que permite muito espaço para corrupção, fraude, extorsão, intimidação e um abraço de Nova York submundo do crime.
- Elias, o profeta Jacó, como Thomas "TJ" Moran Jr., o Tommy de dez anos de idade, de raça mista filho que está traumatizado depois de testemunhar a morte trágica de sua mãe, e é incapaz de falar. Ele sofre com pesadelos frequentes sobre o acidente em imagens fragmentadas, mas ele não pode reconstituir a seqüência inteira juntos. TJ é um artista talentoso, e o desenho é uma das únicas maneiras que ele ainda tem de se conectar com o mundo.
- Michael Gladis como Patrick "O Fada do Dente" Woichik,[3] a primeira geração de Polonês-Americano, é uma voz suave, brutalmente intimidante local mafioso com uma propensão para puxar os dentes. Qualquer um que cruza-lo, corre o risco de compreender a origem de seu apelido.  O Fada do Dente serve como uma presença aterrorizante em um pressentimento que vai aparecer quando você menos espera dele. Embora ele trabalhe para seu pai, ele também é uma grande decepção para ele.
- Christine Adams como Rie Moran,[3] A esposa falecida de Tommy e mãe de TJ, cujo Africano-Americano de raízes desempenham um forte papel de Tommy tendo uma relação danificada com seu pai. Restantes presentes em flashbacks ao longo da época, Bruno era um talentoso chefe de cozinha e artístico visionário para o restaurante. Seu livro de design continua a ser um guia para Tommy e Dion. Ela foi uma série otimista, que não deixa ninguém tirar ela de cima, especialmente Tommy com um pai racista. A sua ausência é um manto sobre todos os personagens.

### Recorrente
- Michael Rispoli como Guy Giordano, um detetive do Departamento de Polícia de Nova Iorque com uma vingança contra a Fada dos Dentes
- Ella Rae Peck como um conselheiro para Clay Avenue Middle School
- Demóstenes Chrysan como Stavros, o tio de Dion
- Jacob Ming-Trent como Mose, um veterano da guerra no Afeganistão e um membro de Tommy e Pilar grupo de terapia
- Geoffrey Cantor como líder do grupo de terapia Christian, de Tommy e Pilar
- Erin Cummings como Marisa Bruno, o advogado de Dion e a filha de Giordano
- David Patrick Kelly como Ziggy Woichik, o pai da Fada dos Dentes
- Abril Hernandez-Castillo como gerente de restaurante e irmã mais velha de Pilar
- Fredric Lehne como Kevin, um chef contratado por Aidan
- Joel Marsh Garland como Fiasco, um dos amigos de Dion e um companheiro chefe
- Mousa Kraish como Habib, um dos amigos de Dion e um companheiro chefe

## Episódios

### Temporada 1 (2016)
A primeira temporada de Feed the Beast foi ao ar com o episódio de estréia em 05 de junho de 2016 sendo composta por 10 episódios. A AMC anunciou no dia 2 de setembro de 2016 o cancelamento da série. As informações da tabela foram obtidas do site IMDb
| No. | Título original em inglês e traduzido em português | Diretor(es)   | Escritor(es)                   | Exibição original    |
| --- | -------------------------------------------------- | ------------- | ------------------------------ | -------------------- |
| 1   | "Pilot Light Luz piloto"                           | Steve Shill   | Clyde Phillips                 | 05 de Junho de 2016  |
| 2   | "Father of the Year Pai do Ano"                    | Steve Shill   | David Babcock                  | 07 de Junho de 2016  |
| 3   | "Screw You, Randy Vá se ferrar, Randy"             | Jon S. Baird  | Liz Sagal                      | 14 de Junho de 2016  |
| 4   | "Secret Sauce Molho Secreto"                       | Jon S. Baird  | Hilly Hicks Jr.                | 21 de Junho de 2016  |
| 5   | "Gimme a T Dê-me um T"                             | Daniel Attias | Marisa Wegrzyn                 | 28 de Junho de 2016  |
| 6   | "The Wild West O Oeste Selvagem"                   | Daniel Attias | Tony Saltzman                  | 05 de Julho de 2016  |
| 7   | "Tabula Rasa Tábua rasa"                           | Dennie Gordon | Becky Mode                     | 12 de Junho de 2016  |
| 8   | "In Lies the Truth Em mentiras a verdade"          | Dennie Gordon | Robin Shushan                  | 19 de Junho de 2016  |
| 9   | "Be My Baby Seja meu bebê"                         | Steve Shill   | David Babcock                  | 26 de Junho de 2016  |
| 10  | "Fire Fogo"                                        | Steve Shill   | Clyde Phillips & Tony Saltzman | 02 de agosto de 2016 |

## Produção
Em 25 de junho de 2015, a AMC ordenou Clyde Phillips para uma  série de 10 episódio da Broke baseado na série dinamarquesa Bankerot por Kim Fupz Aakeson, que Phillips seria o produtor executivo. AMC Estúdios Lionsgate Television, e Clyde Phillips Produções iria produzir a série. Henrik Ruben Genz e Malene Blenkov, que já produziu Bankerot, também são produtores executivos, com Piv Bernt. O show foi renomeado para Feed the Beast e anunciado para iniciar a produção em fevereiro de 2016, na Cidade de Nova York, para ter sua estréia em Maio de 2016.
Em 28 de Abril, de 2016, foi anunciado na página oficial do Facebook da artista que Sasha Dobson iria cantar a canção do tema de abertura da série.

## Recepção
No Rotten tomatoes a série tem uma classificação de 21%, com base em 38 avaliações, com uma classificação média de 5.1/10. O site do consenso crítico lê, "Feed the Beast''s apelo visual não é suficiente para compensar a trama previsível, o diálogo complicado e personagens antipáticos." No Metacritic a série tem uma pontuação de 47 de 100, baseado em 28 de críticos, indicando "misto ou a média de revisões".